# Закатальский 164-й пехотный полк
164-й пехотный Закатальский полк — пехотная воинская часть Русской императорской армии. Полковой праздник — 23 апреля.

## Формирование и кампании полка
Сформирован 1 августа 1874 г. из батальонов, выделенных по одному от полков 21-й пехотной дивизии; первые 3 батальона составились из четвёртых батальонов пехотных полков: 1-й — 81-го Апшеронского, 2-й — 82-го Дагестанского, 3-й — 83-го Самурского, а 4-й батальон — из 3-го батальона 84-го Ширванского полка.
В 1877 г., с объявлением русско-турецкой войны, Закатальский полк, войдя в состав Кобулетского отряда генерал-лейтенанта Оклобжио, перешёл через р. Чолок и принял участие во всех делах и стычках этого отряда с турками, из которых наиболее крупными были: 29 апреля — атака и взятие Хуцубанских высот, 11 июня — атака Цихидзирской позиции, 2 августа — аванпостное дело у Муха-Эстате, 12 августа — отражение атаки на эту позицию турецких войск и 16 ноября — в деле полковника Казбека у Хуцубани. Наконец, 18 января 1878 г. Закатальский полк принимал участие в неудачной для нас 2-й атаке Цихидзирской позиции войсками генерал-майора Комарова 3-го.
Во время русско-японской войны Закатальский полк был отправлен в 1905 г. на Дальний Восток, но в делах ему участвовать не пришлось: полк поступил сперва в резерв главнокомандующего, а 3 февраля был командирован в распоряжение генерала Чичагова, на охрану железнодорожной линии.
В 1914 году при мобилизации в связи с началом Первой мировой войны полк выделил кадр для формирования 308-го пехотного Овручского полка. Участвовал в Галицийской операции (Городокское сражение и Люблин-Холмская операция), Брусиловском прорыве (1-е и 2-е Ковельские сражения) и Июньском наступлении 1917 года.. Расформирован в январе 1918 года.

## Знаки отличия полка
1. Георгиевское знамя с надписью: «За отличие в войне с Францией в 1812, 1813 и 1814 гг. и при взятии штурмом Ахульго 22 августа 1839 г., за поход в Анди в июне 1845 г., за штурм и взятие Гуниб-Дага 25 августа 1859 г. и за отличие в Турецкую войну 1877 и 1878 гг.». Это знамя заменяет в настоящее время:
  - Георгиевские знамёна, пожалованные батальонам Закатальского полка 13 октября 1878 г.;
  - Георгиевские знамёна, пожалованные бывшим Апшеронцам и Ширванцам;
  - Простые знамёна, пожалованные бывшим Дагестанцам и Самурцам.

Двум последним батальонам эти знамёна перешли преемственно от 3-го батальона Минского полка (бывшего 49-го егерского полка) и 3-го батальона Житомирского полка.
1. Серебряные трубы, с надписью: «Поспешность и храбрость, взятие города Берлина 28 сентября 1760 г.» Пожалованы Апшеронскому батальону.
2. Георгиевская серебряная труба с надписью: «За отличие при поражении и изгнании неприятеля из пределов России 1812 г. и в сражениях: при Бриен-ле-Шато и при сел. Ла-Ротиере». Пожалована 25 апреля 1815 г. 49-му егерскому полку.
3. Серебряная труба с надписью: «За отличие при поражении и изгнании неприятеля из пределов России в 1812 г.». Пожалована 50-му егерскому полку (с 1833 г. 3-й батальон Житомирского полка, а с 1845 г. — 4-й батальон Самурского полка).
4. Поход за военное отличие в 1-м батальоне полка, пожалованный Апшеронскому полку 20 сентября 1799 г. за Итальянский поход Суворова
5. Знаки нагрудные — для офицеров и на головные уборы — для нижних чинов, с надписью:
  - в 1-м батальоне — «За отличие в 1857 г.». Пожалованы Апшеронскому полку 25 декабря 1858 г.;
  - во 2-м батальоне — «За отличие на Кавказе с 1846 по 1859 г.». Пожалованы Дагестанскому полку 4 августа 1860 г.;
  - в 3-м батальоне — «За отличие на Кавказе в 1857 — 59 гг.». Пожалованы Самурскому полку 4 августа 1860 г.;
  - в 4-м батальоне — «За отличие». Пожалованы 27 июня 1828 г. Херсонскому гренадерскому полку (с 1834 г. — 3-й батальон Ширванского полка), за отличие в войну с Персией в 1826 и 1827 гг.

## Знаки различия
| Описание           | Знаки различия по состоянию на 1904—1907 гг. | Знаки различия по состоянию на 1904—1907 гг. | Знаки различия по состоянию на 1904—1907 гг. | Знаки различия по состоянию на 1904—1907 гг. | Знаки различия по состоянию на 1904—1907 гг. | Знаки различия по состоянию на 1904—1907 гг. | Знаки различия по состоянию на 1904—1907 гг. | Знаки различия по состоянию на 1904—1907 гг.    |
| ------------------ | -------------------------------------------- | -------------------------------------------- | -------------------------------------------- | -------------------------------------------- | -------------------------------------------- | -------------------------------------------- | -------------------------------------------- | ----------------------------------------------- |
| Погоны 2-й бригады |                                              |                                              |                                              |                                              |                                              |                                              |                                              |                                                 |
| Классный чин       | Полковник                                    | Подполко́вник                                 | Капитан                                      | Штабс-капитан                                | Пору́чик                                      | Подпору́чик                                   | Пра́порщик                                    | Зауряд-пра́порщик, произведенный из фельдфебелей |
| Группа             | Штаб-офицеры                                 | Штаб-офицеры                                 | Обер-офицеры                                 | Обер-офицеры                                 | Обер-офицеры                                 | Обер-офицеры                                 | Обер-офицеры                                 | Обер-офицеры                                    |

## Командиры полка
- 1882 — полковник Иванов, Николай Мартынович
- 02.10.1892 — 24.09.1898 — полковник Люце, Алексей Фёдорович
- на 01.07.1903 — полковник барон Ребиндер, Николай Оттонович
- 07.12.1906 — 19.09.1910 — полковник Махаев, Пётр Николаевич
- 10.09.1910 — 03.04.1915 — полковник (с 31.12.1914 генерал-майор) Колен, Константин Константинович
- 13.04.1915 — 12.04.1917 — полковник Биснек, Рейн Рейнович
- 14.04.1917 — полковник Зелинский, Франц Антонович

## Известные люди, служившие в полку
- Дзерожинский, Антон Фёдорович — генерал-лейтенант, участник Белого движения, командующий Северным корпусом
- Рождественский, Николай Фёдорович — протоиерей, помощник главного священника армии и флота Колчака
- Суров, Григорий Иванович — российский и советский врач-офтальмолог, медик. Служил старшим врачом с 1910 по 1914 гг.